# Boris Burkhardt
Boris Burkhardt (Den Haag, 2 september 1996) is een Nederlands veld- en zaalhockeyer. 
Burkhardt speelt voor de nationale mannenploeg (zaal) en Amsterdam. Eerder kwam hij uit voor HDM. Hij speelde een belangrijke rol bij de promotie van HDM terug naar de hoofdklasse hockey in het seizoen 2021-2022.
Burkhardt nam deel aan het EK zaalhockey 2022 in Hamburg (Duitsland), waar hij met het Nederlands team derde werd.
Voor de nationale veldhockeyploeg maakte Burkhardt in juni 2023 zijn debuut in een Hockey Pro League-wedstrijd tegen India.

## Erelijst
Zaalhockey
 EK zaalhockey 2022
 WK zaalhockey 2023